# Chlorophorus henriettae
Chlorophorus henriettae là một loài bọ cánh cứng trong họ Cerambycidae.